# Powiat Murtal
Powiat Murtal (niem. Bezirk Murtal) – powiat w Austrii, w kraju związkowym Styria. Siedziba powiatu znajduje się w mieście Judenburg.
Powiat powstał 1 stycznia 2012 z połączenia powiatów Judenburg i Knittelfeld.

## Podział administracyjny
Powiat podzielony jest na 20 gmin, w tym cztery gminy miejskie (Stadt), siedem gmin targowych (Marktgemeinde) oraz dziewięć gmin wiejskich (Gemeinde).
| Miasta 1. Judenburg (9614) 2. Knittelfeld (12 781) 3. Spielberg (5348) 4. Zeltweg (7114) Gminy targowe 1. Kobenz (1970) 2. Obdach (3781) 3. Pöls-Oberkurzheim (2868) 4. Pölstal (2568) 5. Seckau (1327) 6. Unzmarkt-Frauenburg (1272) 7. Weißkirchen in Steiermark (4825) Gminy 1. Fohnsdorf (7566) 2. Gaal (1329) 3. Hohentauern (382) 4. Lobmingtal (1830) 5. Pusterwald (433) 6. Sankt Georgen ob Judenburg (842) 7. Sankt Marein-Feistritz (2032) 8. Sankt Margarethen bei Knittelfeld (2650) 9. Sankt Peter ob Judenburg (1125) |

(liczba mieszkańców 1 stycznia 2023)